# Euproctis insulata
Euproctis insulata är en fjärilsart som beskrevs av Alfred Ernest Wileman 1910. Euproctis insulata ingår i släktet Euproctis och familjen tofsspinnare. Inga underarter finns listade i Catalogue of Life.

## Bildgalleri

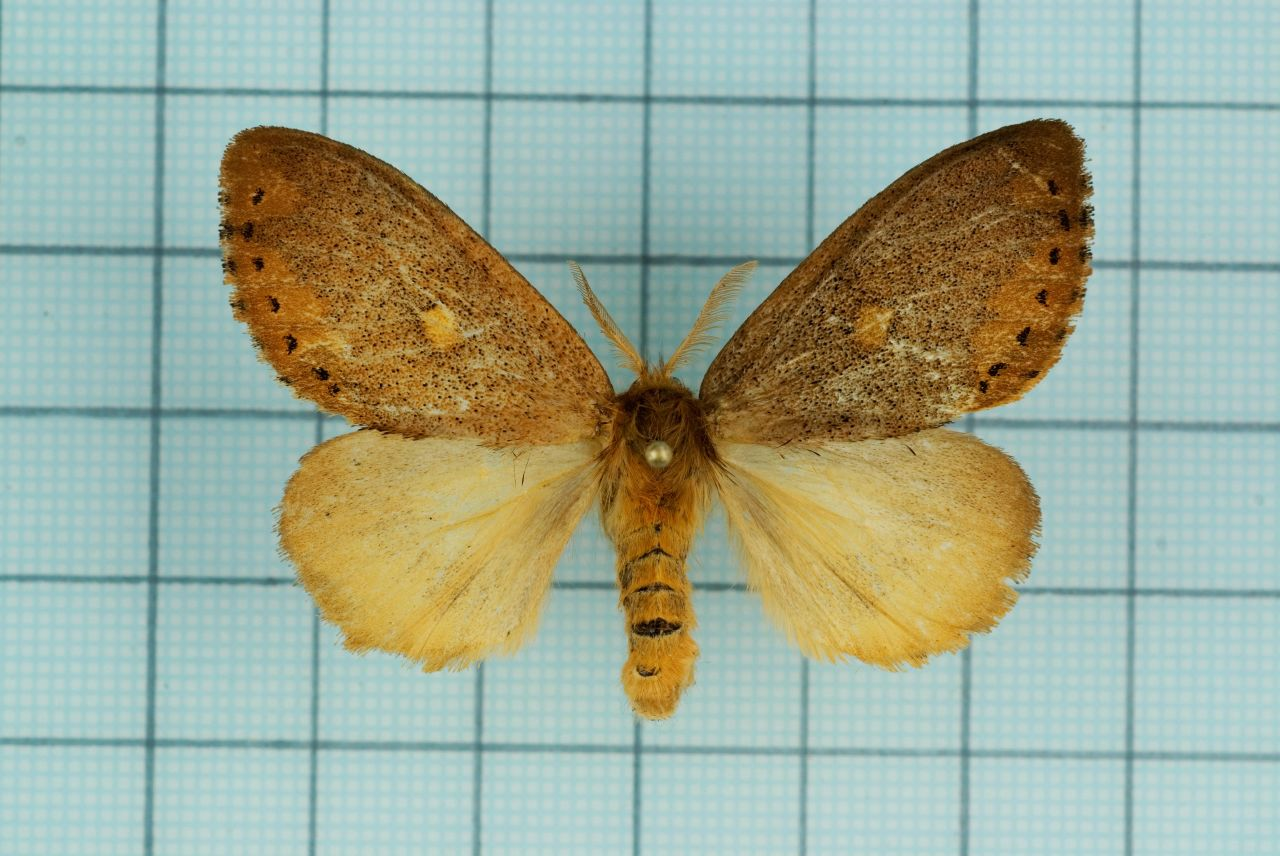
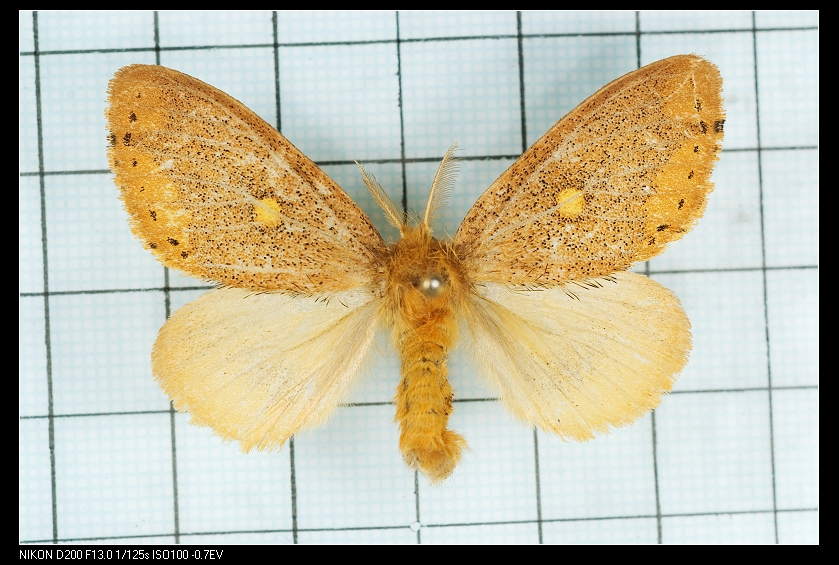
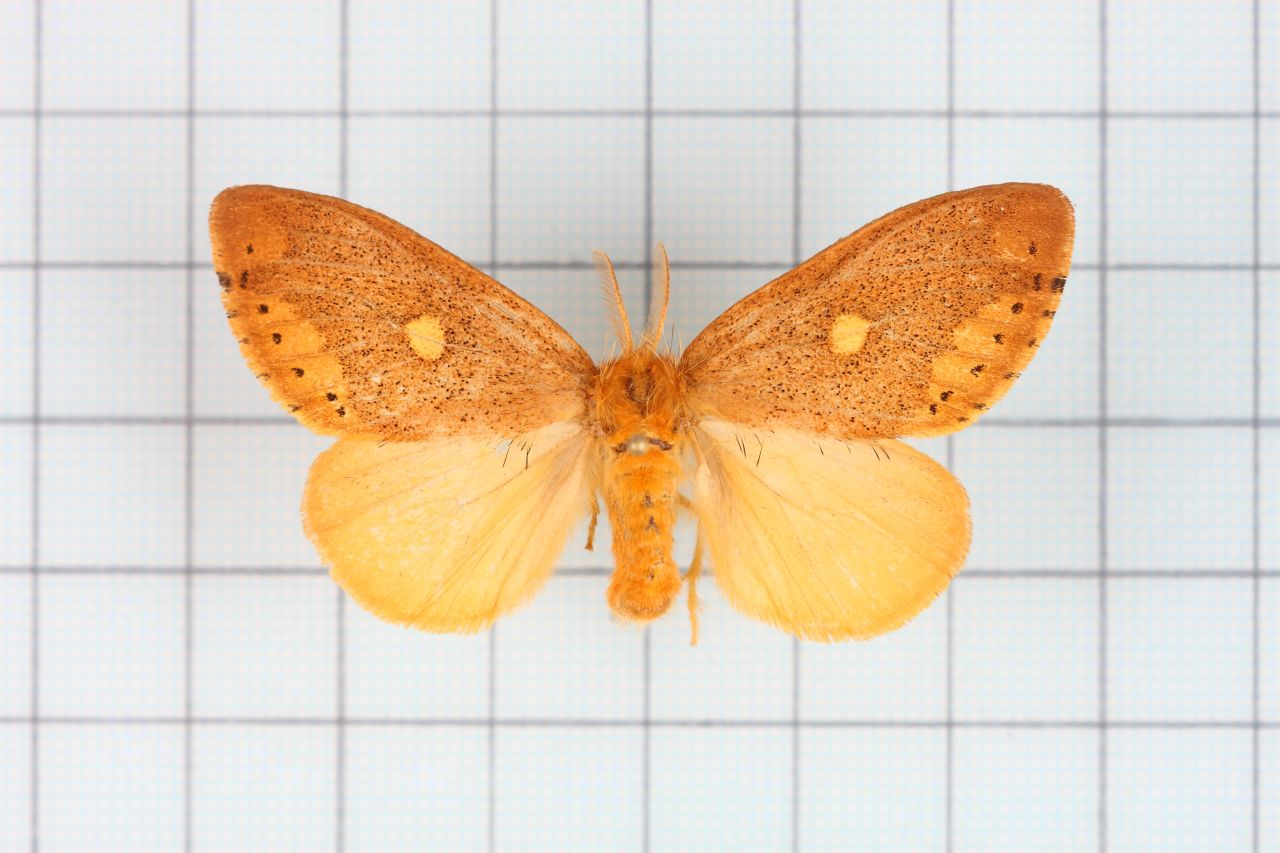
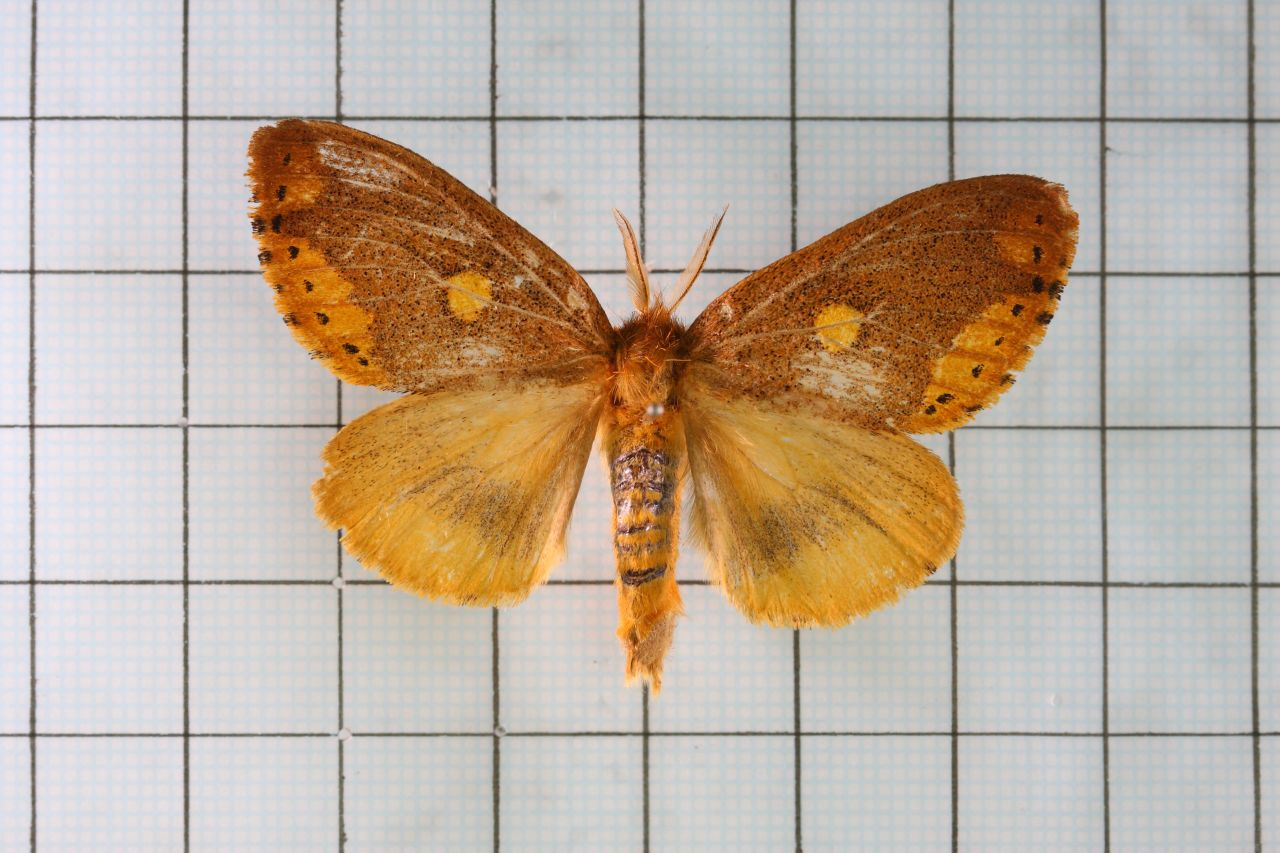